# Акбулак
Акбула́к — посёлок городского типа в Акбулакском районе Оренбургской области России. Административный центр муниципального района «Акбулакский район» и сельского поселения Акбулакский поссовет. Железнодорожная станция на Ташкентском ходу Казахстанской железной дороги,

## Этимология
Прежнее название — Булак. 
Ойконим Акбулак (Ак-Булак) имеет тюркское происхождение, например на казахском ак — белый, чистый, булак — источник, родник.

## География
Расположен в 127 км к юго-востоку от областного центра города Оренбурга, в долине реки Илек (приток Урала). Рядом с поселением протекает река Ак-Булак (р. Белая речка).

### Климат
Климат континентальный, засушливый, но суточные колебания не резкие — 5-7 зимой и 11-12 летом. Лето жаркое и продолжительное. Зима холодная.
| Показатель                                     | Янв.  | Фев.  | Март  | Апр.  | Май  | Июнь | Июль | Авг. | Сен. | Окт.  | Нояб. | Дек.  | Год  |
| ---------------------------------------------- | ----- | ----- | ----- | ----- | ---- | ---- | ---- | ---- | ---- | ----- | ----- | ----- | ---- |
| Абсолютный максимум, °C                        | 4,8   | 5,6   | 22    | 30,4  | 37,4 | 41   | 41,8 | 41,3 | 38,2 | 28,1  | 18,6  | 9,8   | 41,8 |
| Средний суточный максимум, °C                  | −8,8  | −7,4  | 0     | 13,2  | 21,3 | 26,4 | 28,8 | 28   | 20,5 | 10,6  | 1     | −5,7  | 10,7 |
| Средняя температура, °C                        | −11   | −11   | −4,8  | 8     | 16,1 | 21,4 | 23,6 | 21,7 | 14,7 | 6,7   | −2,7  | −8,9  | 6,2  |
| Средний суточный минимум, °C                   | −14,9 | −14,2 | −8,2  | 1,3   | 9,1  | 14,5 | 17,3 | 16,3 | 9,9  | 2,5   | −4,7  | −11,2 | 1,5  |
| Абсолютный минимум, °C                         | −46   | −42,5 | −36,7 | −22,3 | −6,7 | −0,4 | 5    | 0    | −6,9 | −22,3 | −34,8 | −40   | −46  |
| Норма осадков, мм                              | 30    | 24    | 24    | 29    | 33   | 36   | 37   | 27   | 23   | 28    | 31    | 33    | 355  |
| Средняя влажность, %                           | 84    | 84    | 83    | 60    | 51   | 45   | 45   | 43   | 50   | 62    | 77    | 80    | 64   |
| Источник: . также climate-data Погода и климат |       |       |       |       |      |      |      |      |      |       |       |       |      |

## История
Входил в состав Актюбинского уезда Тургайской области Российской империи.
В 1904 году через местность была проложена железная дорога Оренбург — Ташкент, в это время и началось развитие поселения.
В 1904 году были построены производственные станционные помещения и первые дома для служащих и чиновников железной дороги. В это же время начали переселять крестьян с Украины, Дона, Северного Кавказа и центральных губерний Российской империи. К 1910 году Ак-Булак превратился в крупный посёлок волостного значения. Здесь было более десятка магазинов, несколько мельниц, кожевенный и кирпичный заводы, две лесопилки. Кроме того, Акбулак стал бригадной станцией, где работали паровозное депо, будка осмотра вагонов, кондукторский резерв, пакгауз. При этом никаких культурно-просветительных учреждений в Ак-Булаке не было, кроме одной школы с трёхлетним обучением. В 1912—1914 годах в этой школе работал будущий писатель Правдухин В. П. В Ак-Булаке действовала больница на 15 коек. Была церковь.
1910 год. 119 дворов (656 жителей). Есть камера участкового крестьянского начальника и пристава. Церковь-школа деревянная. Еженедельно 2 базара по понедельникам и вторникам. 4 паровых и 3 ветряных мельницы. Аптека (списки населённых пунктов Тургайской области 1910 год).
В годы гражданской войны в Ак-Булаке был образован красногвардейский отряд, переименованный позже в 276-й стрелковый пехотный полк.
В 1920 году в Ак-Булаке насчитывалось 686 дворов с населением 3564 человека. В личных хозяйствах было рабочих лошадей — 915, верблюдов — 179. В двадцатые годы повсеместно в сёлах создаются сельхозартели. В работали артели «Прогресс № 1», «Якорь», «Кушак», «Зелёная дубрава», «Чулпан», «Свобода» и другие. В 1922 году создано сельскохозяйственное кредитное товарищество.
В 1925 году в Ак-Булак прибыл первый трактор, который проложил первую борозду прямо по улице Кирова. Этот трактор передали комитету бедноты в п. «Новая Москва». В 1928 году, накануне коллективизации, в Ак-Булак прибыла колонна тракторов. В 1926 году была построена электростанция и стационарное кино. В 1927 году через солёное озеро построен мост.
В 1931 году вышел первый номер газеты «За социалистическую стройку». C 1935 года газета называлась «Колхозной правдой», в настоящее время — «Степные зори». В 1932 году открылось педагогическое училище с казахским и русским отделениями.
19 июня 1936 года через Ак-Булак прошла полоса полного солнечного затмения, по этому поводу здесь работали экспедиции советских и американских астрономов. Тогда же его посетил Юлиус Фучик.
2 марта 1937 года селение Ак-Булак получило статус рабочего посёлка.
В период Второй мировой войны более двух тысяч жителей посёлка ушли на фронт. Сотни акбулакчан были награждены орденами и медалями СССР. Среди них шесть Героев Советского Союза: Терещенко Н. В., Гайко А. С., Шаповалов И. Е., Гирин М. Н., Злыденный И. Д., Ефименко Г. Р. и полный кавалер ордена Славы Х. Абдешев. В годы войны в Ак-Булак были эвакуированы тысячи граждан из занятых немцами советских территорий.
9 мая 1965 года в школе № 1 был открыт Музей боевой славы. В 1965 году, в канун 20-летия Победы, три улицы стали носить имена Героев Советского Союза: улица Северный проспект — Терещенко Н. В., Водопроводная ул. — Гайко А. С., Театральная ул. — Шаповалова И. Е. В центре Акбулака в память о погибших земляках был воздвигнут мемориальный комплекс.

## Население
| 1989   | 2002    | 2010    | 2021    |
| ------ | ------- | ------- | ------- |
| 13 152 | ↗14 801 | ↘13 918 | ↘10 688 |

Национальный состав Акбулака по данным переписи населения 1939 года: русские — 47,9 % или 5 133 чел., украинцы — 32 % или 3 427 чел., казахи — 10,2 % или 1 095 чел. Всего в посёлке проживало 10 728 чел.

## Известные уроженцы, жители
- Глухов, Михаил Кузьмич (1902—1985) — советский военачальник, генерал-майор авиации.

## Культура
В Акбулаке имеется кинотеатр «Колос». Построен новый храм. Функционируют три общеобразовательных учреждения, лицей, политехнический техникум, детская юношеская спортивная школа, детская школа искусств, две библиотеки, краеведческий музей, ледовый дворец (с 2010).

## Экономика
Основное предприятие посёлка ПАО «Хлебная база № 63», включающая в себя силоса и склады напольного хранения.

## Пенитенциарное учреждение
Действует исправительная колония № 9 УФСИН России по Оренбургской области. Она создана на основании решения Чкаловского облисполкома № 62 от 12 марта 1962 года. Режим содержания в то время был общий, численность осуждённых составляла 450 человек. В настоящее время установлен лимит наполнения 1240 мест, включая участок колонии-поселения на 150 мест. Здесь содержатся осуждённые, приговорённые к лишению свободы повторно за совершение тяжких и особо тяжких преступлений; осуждённые при рецидиве преступлений и опасном рецидиве преступлений.
Сама территория учреждения находится за пределами границ посёлка. В учреждении организован пошив спецодежды, а также выпуск сувенирных, хлебобулочных изделий. На сельскохозяйственном участке содержится крупный рогатый скот, свиньи, кролики, птица. На территории колонии размещён и работает православный храм.